# Adesso musica
Adesso musica è stato un programma televisivo italiano incentrato sulla musica, andato in onda sul Programma Nazionale il venerdì, in seconda serata, dal 17 marzo 1972 al 3 settembre 1976.
Il programma, il cui titolo completo era Adesso musica classica, leggera e pop, veniva condotto da Vanna Brosio e Nino Fuscagni con la regia di Piero Turchetti e Luigi Costantini. Gli autori erano Adriano Mazzoletti e Giorgio Calabrese.
Durante una delle puntate, fece una delle sue prime apparizioni televisive Giuni Russo, con lo pseudonimo di allora Junie Russo, per promuovere Carol, uno dei brani di punta del suo primo long playing Love is a woman (1975).
Sempre, nel 1975, anche il neonato gruppo musicale genovese dei Matia Bazar fece una delle sue prime apparizioni televisive, per promuovere il singolo di debutto Stasera che sera sul mercato discografico italiano.